# ککولاندا
ککولاندا (به لاتین: Kekulanda) یک منطقهٔ مسکونی در سری‌لانکا است که در استان مرکزی (سری‌لانکا) واقع شده‌است.